# Третья книга Еноха
Третья книга Ено́ха (ивр. ספר חנוך ג'‎, др.-евр. ספר היכלות‬, англ. Sefer Hekhalot — Книга Дворцов), сокращённо «3 Енох», также «Еврейская книга Еноха», — библейский апокриф эсхатологического и ангелологического направления. Известный полностью сохранившийся текст написан на древнееврейском языке с фрагментами из греческого и латинского. Его создание предположительно относится ко II веку н. э., но историю проследить удаётся только до V века.
Название апокрифу дано шведским священником, теологом и экзегетом Гуго Одебергом в первом критическом издании 1928 года. Также в рукописях встречаются варианты «Книга Небесных Дворцов», «Книга Еноха, написанная рабби Ишмаэлем, первосвященником», «Главы (Учение) рабби Ишмаэла», «Возвышение (Восхождение) Метатрона».
Как правило, без дополнительных уточнений под «книгой Еноха» подразумевают Первую книгу Еноха, называемую также «Эфиопской» за то, что её текст сохранился полностью только на классическом эфиопском языке геэз.
Существует также Вторая (Славянская) книга Еноха, чей текст известен лишь на старославянском языке.

## Характеристика
Современными учёными книга характеризуется как псевдоэпиграфическая, поскольку события в ней описываются от лица рабби Ишмаэля, ставшего первосвященником после видения восхождений на Небеса. Но реально существовавшая историческая фигура, танна II века рабби Ишмаэль, по известным источникам, на момент падения Второго Храма в 70 году н. э. был слишком молод для такой должности. По-видимому, речь шла о танне I века н. э. рабби Ишмаэле бен Элиша, который действительно был первосвященником в храме (и, возможно, являлся его дедом).
В оригинальном названии книги фигурирует слово хе(й)халот (ивр. הארמון‎ или англ. Hekhalot) — множественное число от хе(й)халь, означает «дворцы», «храмы» или «чертоги». Вкупе с номинальным автором выдаёт представителя хехалотского или меркабского мистицизма (ср. с названиями таких текстов, как «Хейхалот раббати» или «Массекет хейхалот»). Его содержание свидетельствует, что оно новее других подобных текстов. В частности, апокриф не содержит меркабских гимнов, имеет уникальную структуру и клятвы (англ. adjuration). Это делает Книгу Дворцов уникальной не только среди меркабских сочинений, но и в ряду книг Еноха.
Существует ряд признаков, указывающих на то, что авторы апокрифа были ознакомлены с первой книгой.
Некоторые моменты, появляющиеся как в Первой, так и Третьей книгах Еноха:
- Енох возносится на небо в огненной колеснице (3 Енох 6:1; 7:1)
- Енох превращается в ангела (3 Енох 9:1-5; 15:1-2)
- Енох — возвышенный ангел на престоле на небесах (3 Енох 10:1-3; 16:1)
- Енох получает откровение от космологических тайн творения (3 Енох 13:1-2)
- Рассказ о драгоценных металлах и о том, что они не помогут своим владельцам и идолопоклонникам (3 Енох 5:7-14)
- Враждебный ангел по имени Азазель и вскользь упомянутые двое других (3 Енох 4:6; 5:9)

Основная сюжетная линия, проходящая через Третью книгу Еноха — вознесение Еноха на небеса и его превращение в архангела Метатрона.

## Содержание
Книга делится на 48 глав.

## Переводы
- Тантлевский И. Р. Книги Еноха. Сефер Йецира. Книга Созидания. — М.: Мосты культуры, 2002. — 384 с. — ISBN 5-93273-103-6.
- Книга Небесных Дворцов (PDF), пер. с иврита (переводчик и издание не указаны)